# کلیف رابرتسون
کلیفورد پارکر "کلیف" رابرتسون سوم (انگلیسی: Clifford Parker "Cliff" Robertson III؛ (زاده ۹ سپتامبر ۱۹۲۳) (درگذشت ۱۰ سپتامبر ۲۰۱۱) یک بازیگر اهل ایالات متحده آمریکا بود. وی بین سال‌های ۱۹۴۳ تا ۲۰۰۷ میلادی فعالیت می‌کرد، وی از دوستان صمیمی بهروز وثوقی بود.

## جوایز
- جایزه اسکار بهترین بازیگر نقش اول مرد بخاطر فیلم چارلی (۱۹۶۸)
- جایزه امی ساعات پربیننده برای بهترین بازیگر نقش اول مرد در مجموعه کوتاه یا فیلم تلویزیونی (۱۹۶۶)

## فیلمشناسی
- پیک‌نیک (۱۹۵۵)
- برگ‌های خزان (۱۹۵۶)
- روزگار شراب و گل‌های سرخ (سریال) (۱۹۵۸)
- گیجت (۱۹۵۹)
- نبرد دریای کورال (۱۹۵۹)
- بیگ شو (۱۹۶۱)
- کارآموزان (۱۹۶۲)
- بهترین مرد (۱۹۶۴)
- چارلی (۱۹۶۸)
- سه روز کرکس (۱۹۷۵)
- بازگشت به زمین (۱۹۷۶)
- میدوی (۱۹۷۶)
- کلاس (۱۹۸۳)
- قلب‌های وحشی را نمی‌توان شکست (۱۹۹۱)
- باد (۱۹۹۲)
- فرار از لس آنجلس (۱۹۹۶)
- ماخ ۲ (۲۰۰۱)
- مرد عنکبوتی (۲۰۰۲)
- مرد عنکبوتی ۲ (۲۰۰۴)
- مرد عنکبوتی ۳ (۲۰۰۷)